# Chris Avellone
Christopher Frederic Avellone, detto Chris (Alexandria, 27 settembre 1972), è un autore di videogiochi e informatico statunitense, figura molto influente nel mondo dei videogiochi di ruolo a partire dagli anni novanta.

## Biografia

### Prima dei videogiochi
Avellone è discendente di immigrati italiani. Ha studiato al College William and Mary in Virginia dove ha ricevuto la laurea in letteratura inglese. Grazie a Bruce Harlick, editore della Hero Games, Chris scrisse avventure testuali per l'etichetta Dark Champions. Dopo diverse pubblicazioni con Hero Games, la sua fama continuò a crescere. Steve Peterson, uno dei capi della Hero Games, lo mise in contatto con Interplay, publisher videoludico noto all'epoca. La sua conoscenza dei giochi di ruolo impressionò la casa sviluppatrice, che offrì a Chris la posizione di game designer. 

### Lavoro in Interplay
Intorno al 1997, dunque, Avellone si trasferì nella contea di Orange (dove si trovava la sede di Interplay) per iniziare a lavorare allo sviluppo di videogiochi. All'interno di Interplay, come membro dei Black Isle Studios, contribuì in maniera determinante alla creazione di famosi e storici GdR per computer, quali Fallout 2 e Icewind Dale, ma il lavoro per cui è maggiormente conosciuto è Planescape: Torment. Con il tempo la situazione finanziaria della Interplay cominciò a peggiorare gravemente. I cicli di sviluppo dei giochi si accorciarono notevolmente e molti collaboratori cominciarono a lasciare la casa in cerca di altre opportunità. Avellone rimase con Black Isle con la prospettiva di creare Icewind Dale II e un possibile seguito di Baldur's Gate II: Shadows of Amn e di Fallout 2; tuttavia quando Interplay ne fermò lo sviluppo, Avellone perse fiducia nei manager, e quando anche Feargus Urquhart notificò la separazione dalla casa di sviluppo, lo stesso Chris decise di lasciare lo studio dopo 8 anni. 

### La creazione di Obsidian Entertainment
Dopo aver lasciato Interplay, Chris, assieme a Feargus Urquhart, Darren Monahan, Chris Parker e Chris Jones, formò la casa di sviluppo Obsidian Entertainment. Il primo progetto su cui Chris iniziò a lavorare con Obsidian fu Star Wars: Knights of the Old Republic II: The Sith Lords (chiamato con il nome in codice Project Georgia), seguito di Star Wars: Knights of the Old Republic di BioWare, in veste di capo sviluppatore. Successivamente Chris guidò Obsidian sullo sviluppo anche di Neverwinter Nights 2, Alpha Protocol, ed ebbe occasione di rimettere mano anche alla saga di Fallout con Fallout: New Vegas, sotto la produzione di Bethesda Softworks nel 2010.

### L'avvicinamento a Kickstarter e l'abbandono di Obsidian
Negli anni 2010 Chris si avvicina alla piattaforma di crowdfunding Kickstarter per lo sviluppo con Obsidian, di Pillars of Eternity. Il gioco ottiene un finanziamento di quasi 4 milioni di dollari e si rivela un incredibile successo dando inizio a quel fenomeno tramite Kickstarter, noto come Rpg Renaissance (ovvero "la rinascita dei GdR"). Resosi responsabile di tale fenomeno, Avellone inizia a lavorare come freelancer su altri progetti Kickstarter, offrendo i propri servigi e collaborando con altri sviluppatori per la creazione dei seguiti di Wasteland e soprattutto di Planescape: Torment. Con tutti gli impegni che lo vedono concentrato su Kickstarter, Chris decide infine di lasciare definitivamente Obsidian Entertainment, per dedicarsi completamente al ruolo di freelancer.

### Il post Obsidian
Chris Avellone, dopo la conferenza Bethesda all'E3 2016 di Los Angeles, ha confermato che sta lavorando insieme ad Arkane Austin al reboot di Prey. Inoltre sta attualmente dando il proprio contributo in altri progetti come il remake di System Shock a opera dei Nightdive Studios e Divinity: Original Sin 2 dei Larian Studios. All’E3 2018, ha dichiarato di collaborare con Techland sul sequel di Dying Light, ovvero Dying Light 2.

## Videogiochi
| Anno | Titolo                                                   | Sviluppatore            |
| ---- | -------------------------------------------------------- | ----------------------- |
| 1996 | Conquest of the New World                                | Quicksilver Software    |
| 1997 | Star Trek: Starfleet Academy                             | Interplay Productions   |
| 1997 | Descent to Undermountain                                 | Interplay Productions   |
| 1998 | Fallout 2                                                | Black Isle Studios      |
| 1999 | Planescape: Torment                                      | Black Isle Studios      |
| 2000 | Icewind Dale                                             | Black Isle Studios      |
| 2001 | Icewind Dale: Heart of Winter                            | Black Isle Studios      |
| 2001 | Baldur's Gate: Dark Alliance                             | Snowblind Studios       |
| 2002 | Icewind Dale II                                          | Black Isle Studios      |
| 2003 | Lionheart: Legacy of the Crusader                        | Reflexive Entertainment |
| 2003 | Baldur's Gate III: The Black Hound                       | Black Isle Studios      |
| 2003 | Van Buren                                                | Black Isle Studios      |
| 2004 | Champions of Norrath                                     | Snowblind Studios       |
| 2004 | Star Wars Knights of the Old Republic II: The Sith Lords | Obsidian Entertainment  |
| 2006 | Neverwinter Nights 2                                     | Obsidian Entertainment  |
| 2007 | Neverwinter Nights 2: Mask of the Betrayer               | Obsidian Entertainment  |
| 2010 | Alpha Protocol                                           | Obsidian Entertainment  |
| 2010 | Fallout: New Vegas                                       | Obsidian Entertainment  |
| 2014 | FTL: Advanced Edition                                    | Subset Games            |
| 2014 | Wasteland 2                                              | inXile Entertainment    |
| 2015 | Pillars of Eternity                                      | Obsidian Entertainment  |
| 2016 | Tyranny                                                  | Obsidian Entertainment  |
| 2017 | Torment: Tides of Numenera                               | inXile Entertainment    |
| 2017 | Prey                                                     | Arkane Studios          |
| 2017 | Divinity: Original Sin II                                | Larian Studios          |
| 2018 | Into the Breach                                          | Subset Games            |
| 2018 | Pathfinder: Kingmaker                                    | Owlcat Games            |
| 2022 | Dying Light 2                                            | Techland                |
| 2022 | Alaloth: Champions of The Four Kingdoms                  | Gamera Interactive      |
| 2023 | System Shock                                             | Night Dive Studios      |
| TBA  | Burden of Command                                        | Green Tree Games        |